# كونه ديه (مهاباد)
قرية كونه ديه (بالكردية: کۆنەدێ) هي إحدى القرى التابعة لـكاني بازار في ريف قسم خليفان من مقاطعة مهاباد، في محافظة أذربیجان الغربیة الإيرانية.

## السكان
حسب إحصاءات سنة 2006، بلغ إجمالي السكان في كونه ديه 172 نسمة وعدد المساكن 22 مسكن. لغة سكان كونه ديه هي اللغة الكردية و هم من أهل السنة والجماعة والمذهب الشافعي.